# Jardins du Muséum
Les Jardins du Muséum sont des jardins botaniques du muséum de Toulouse installés dans le quartier Borderouge, dans le parc de la Maourine.

## Description
Les jardins du muséum sont composés de deux parties distinctes. L'espace naturel, autour de l'étang de la Maourine, est clos et protégé des interventions humaines, si ce n'est quelques activités éducatives. De nombreuses espèces y habitent : héron bihoreau, blongios nain, martin pêcheur, grèbe castagneux, héron cendré.
La seconde partie du jardin, appelée les « potagers du monde », irrigués par une noria. Il comporte des rizières, un bassin de lotus, des plates-bandes de céréales, neuf carrés thématiques (boissons fermentées, sucreries et confiseries, cueillettes, saveurs et épices, Afrique et Méditerranée, Amérique, Asie, Europe, Tropiques) ainsi qu'un chemin composé de plantes odorantes.

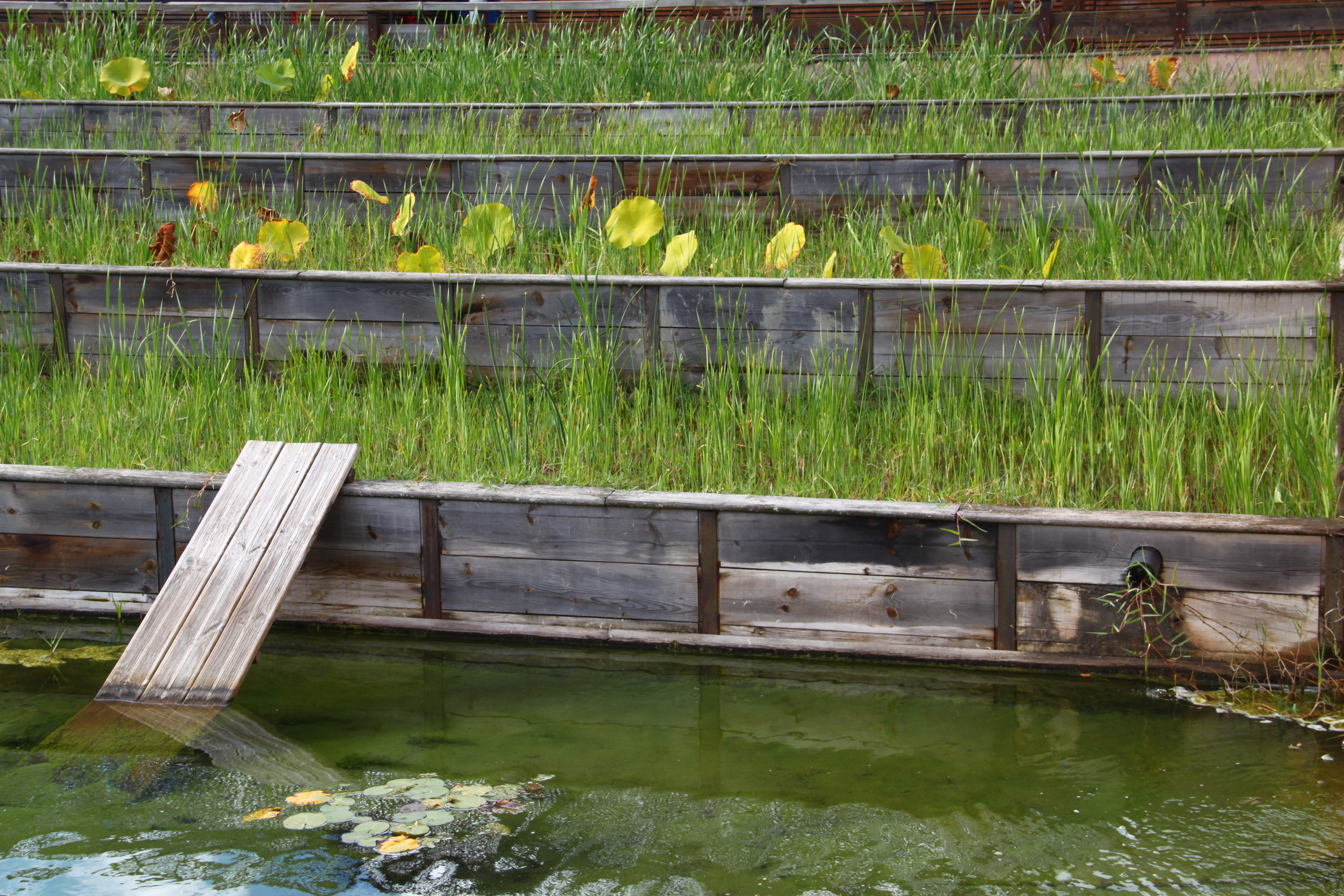
Rizières
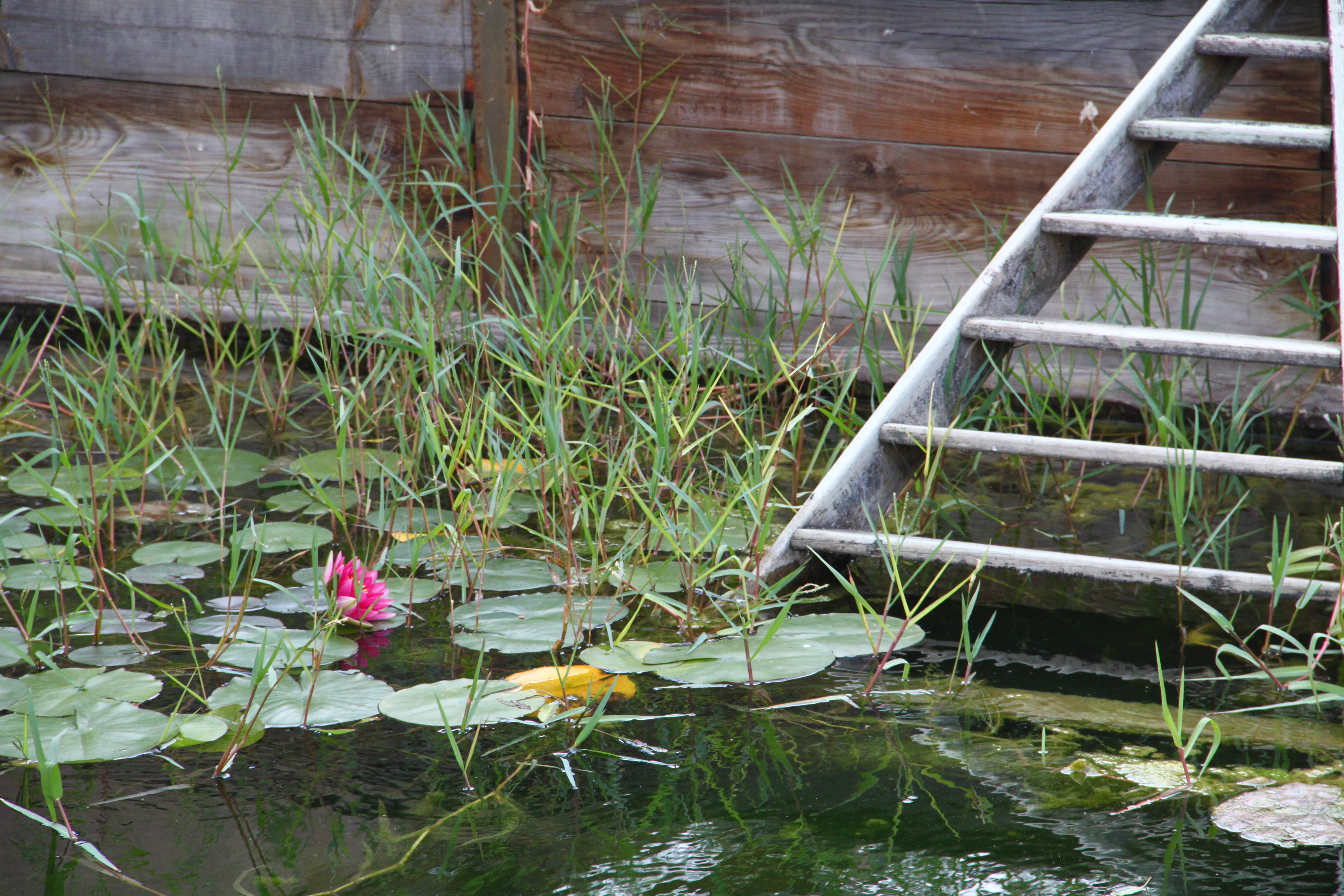
Lotus
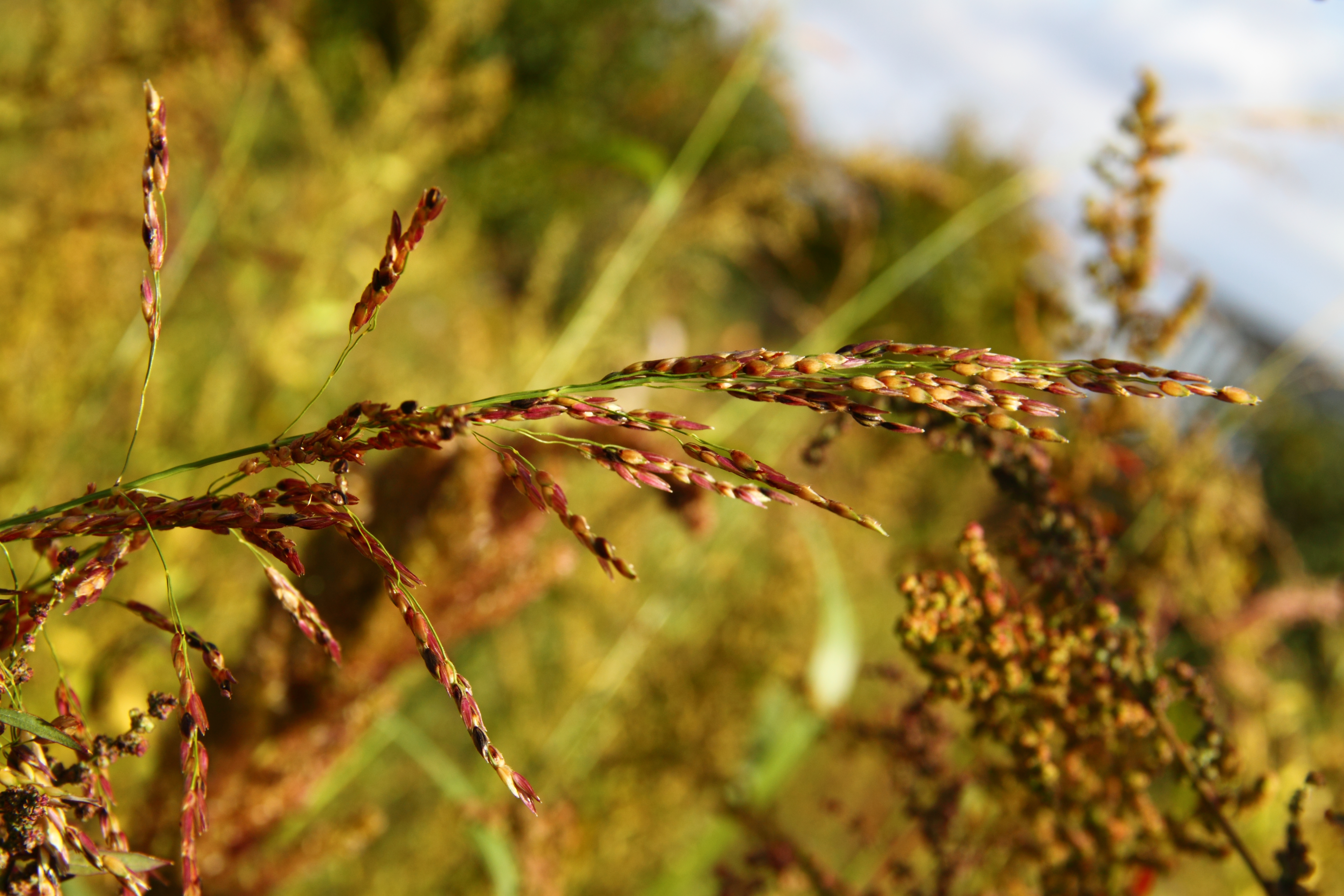
Céréales
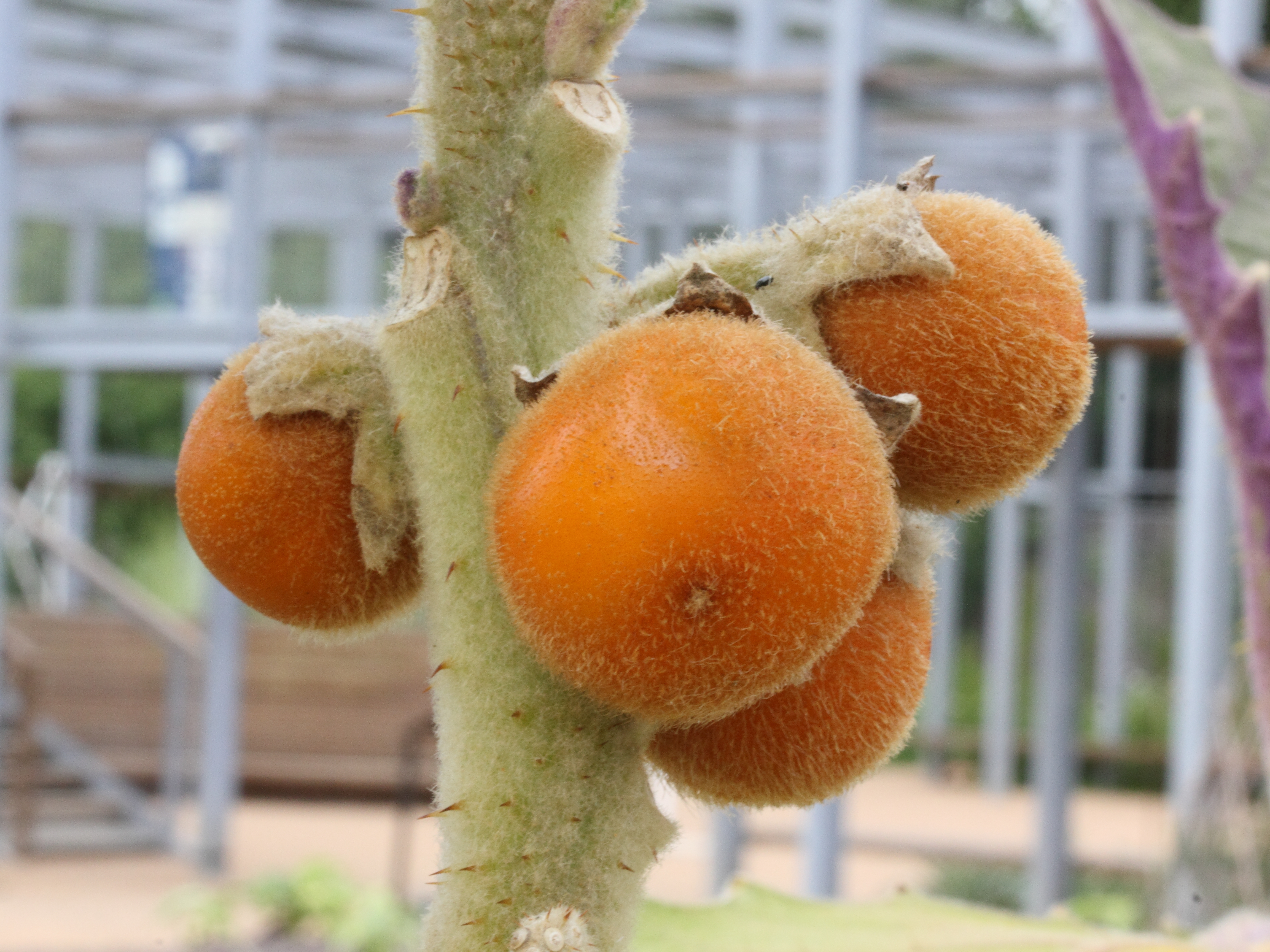
Morelle de quito, carré Afrique et Méditerranée
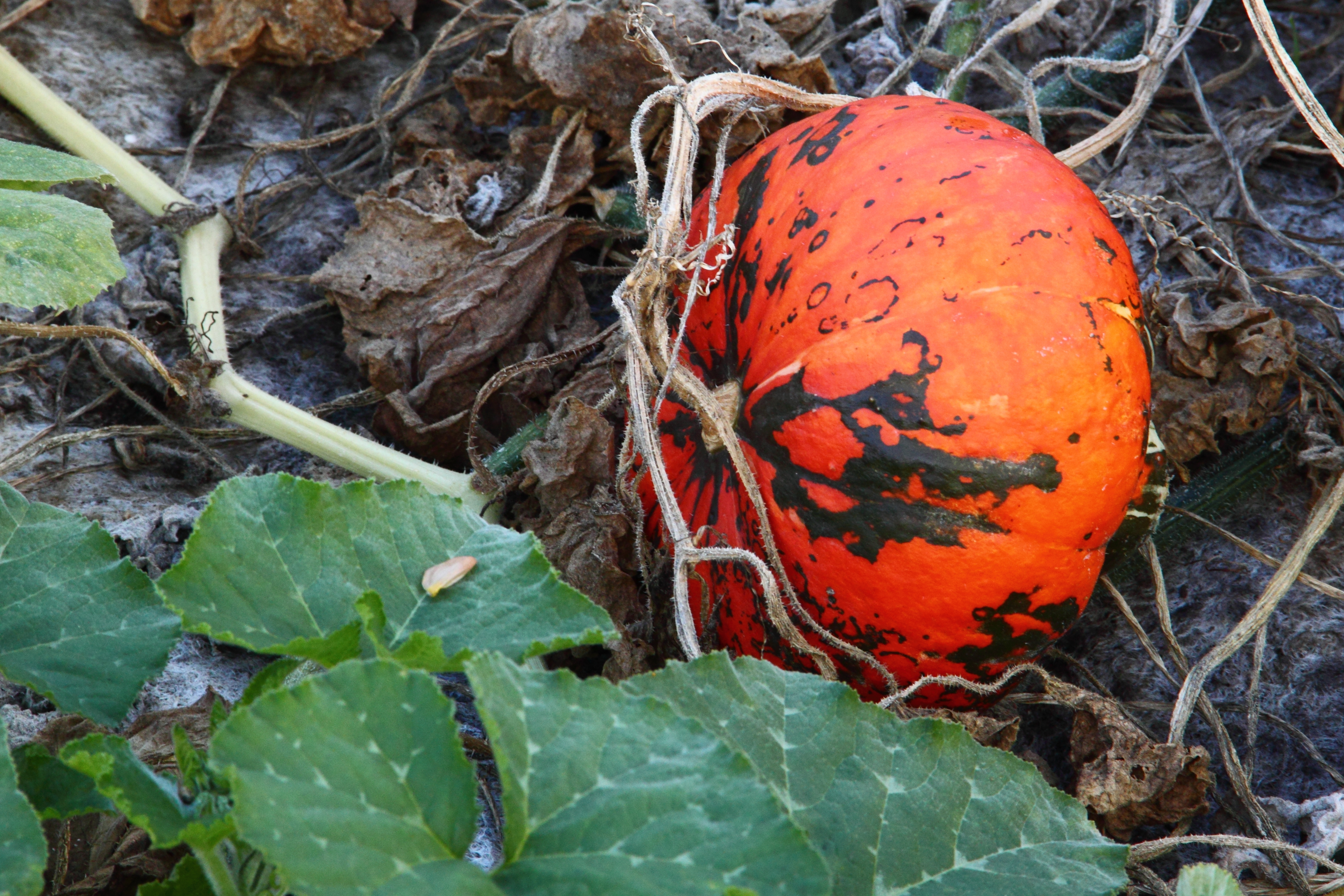
Curcubitacée, carré Amériques
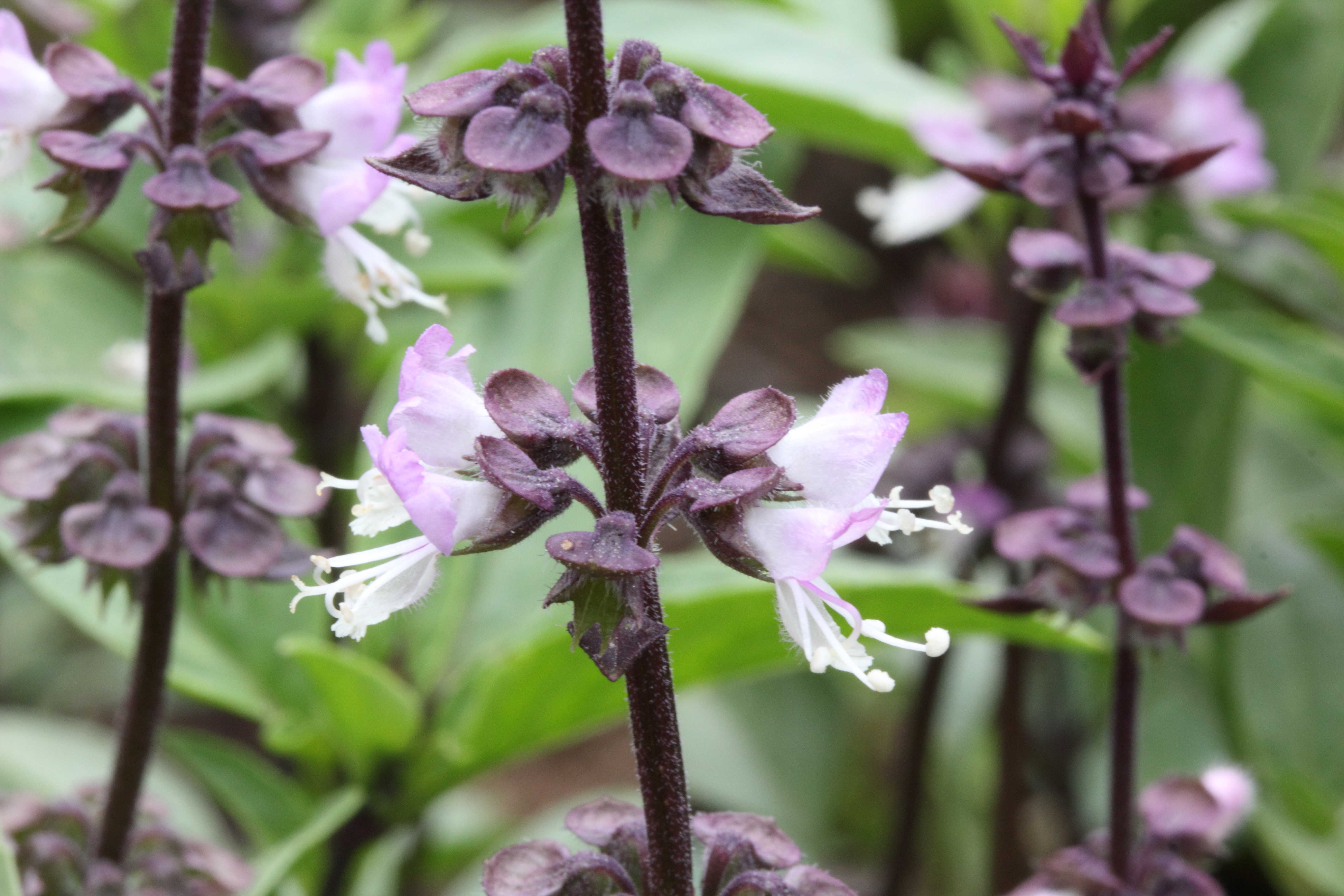
Basilic, carré des saveurs et épices
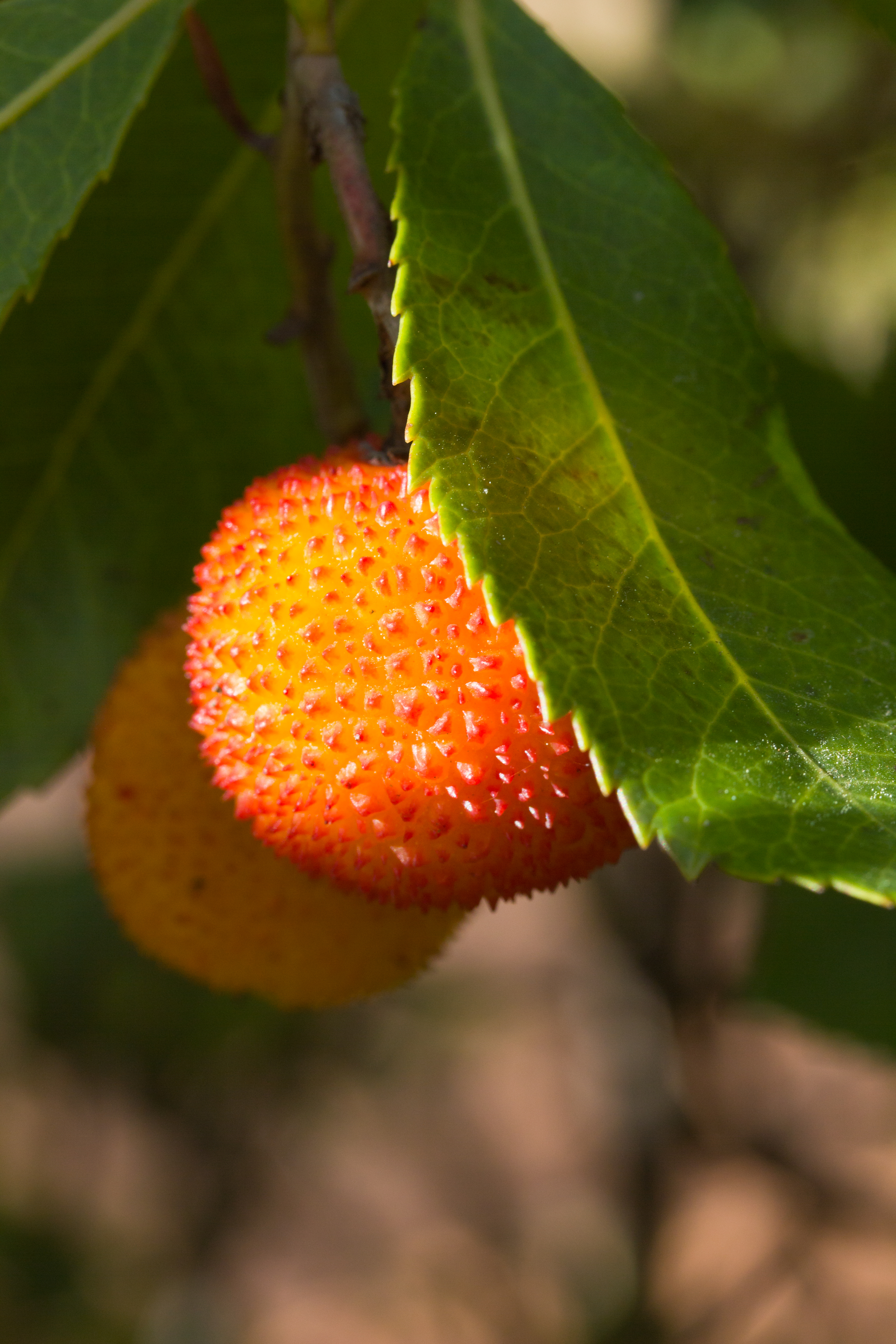
Arbousier, carré des sucreries et confiseries